# Bad Forstenrieder Park

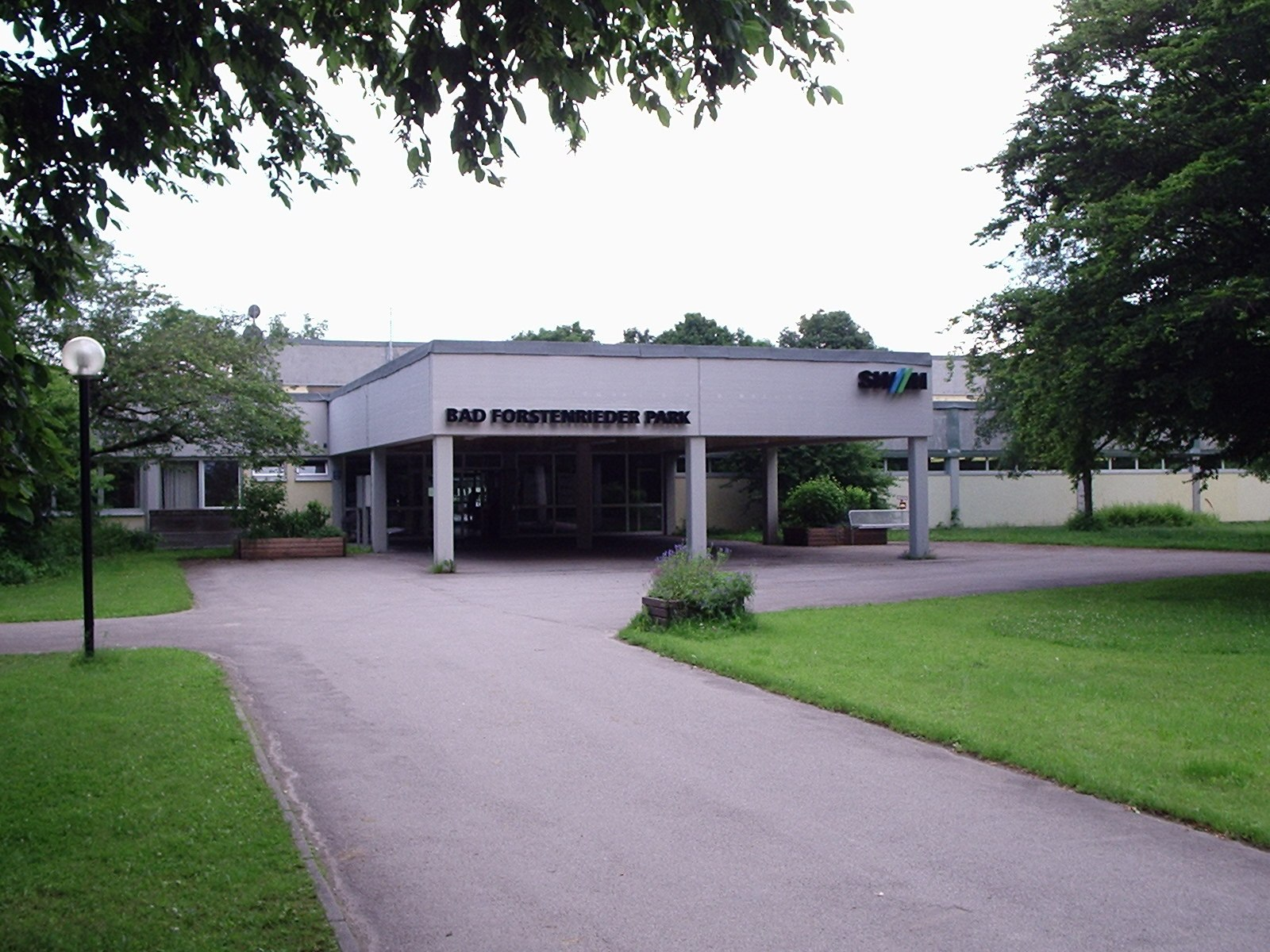
Das Bad Forstenrieder Park (Stand 2010)

Das Bad Forstenrieder Park (auch Stäblibad genannt) ist ein ehemaliges Hallenbad im Stadtteil Forstenried in München, das von den Stadtwerken München betrieben wurde. Es befindet sich an der Stäblistraße 27b östlich der Grundschule an der Forstenrieder Allee. Es wurde 1976 eröffnet, von 2002 bis 2003 sowie erneut 2024 saniert und am 12. April 2025 geschlossen.
Das Bad verfügte über ein großes Sportschwimmbecken, ein Becken für Wassergymnastik und u. ä. einen Mutter-Kind-Bereich mit zwei Planschbecken, davon eines im Außenbereich. Im Sommer war eine Liegewiese mit einem FKK-Bereich geöffnet. 
2024 war das Bad für mehrere Monate zwecks Sanierung geschlossen. Ende März 2025 wurde die Schließung des Bades am 12. April 2025 wegen baulicher und technischer Mängel bekannt. Insbesondere sei die Standsicherheit des Gebäudes in verschiedenen Bereichen beeinträchtigt. Der Abriss soll Mitte 2026 beginnen; der Rückbau wird voraussichtlich im Sommer 2027 abgeschlossen sein. Dabei rechnet man mit Munitionsfunden aus dem Zweiten Weltkrieg; in diesem Bereich hat sich nämlich eine Flugabwehrstellung befunden.
Nach dem Abriss wollen die Stadtwerke an dieser Stelle ein neues, modernes Hallenbad mit mehr Angeboten errichten; die Planungen dazu stehen aber erst am Anfang.